# Talapoin
Talapoin (Miopithecus) – rodzaj ssaków naczelnych z podrodziny koczkodanów (Cercopithecinae) w obrębie rodziny koczkodanowatych (Cercopithecidae).

## Zasięg występowania
Rodzaj obejmuje gatunki występujące w Afryce Zachodniej.

## Morfologia
Długość ciała (bez ogona) 26–45 cm, długość ogona 37–53 cm; masa ciała samic 0,75–1,1 kg, samców 1,2–1,4 kg.

## Systematyka
Rodzaj zdefiniował w 1842 roku francuski zoolog Isidore Geoffroy Saint-Hilaire w artykule poświęconym małpom Starego Świata, w szczególności rodzajach Gibbon i Semnopithecus, opublikowanego na łamach Comptes Rendus Hebdomadaires des Séances de l’Académie des Sciences. Na gatunek typowy Geoffroy Saint-Hilaire wyznaczył talapoina angolańskiego (M. talapoin).

### Etymologia
Miopithecus (Meiopithecus): gr. μειων meiōn ‘mniej, pomniejszy’; πιθηκος pithēkos ‘małpa’.

### Podział systematyczny
Do rodzaju należą następujące gatunki:
| Grafika | Gatunek               | Autor i rok opisu    | Nazwa zwyczajowa    | Podgatunki         | Rozmieszczenie geograficzne | Podstawowe wymiary                           | Status IUCN |
| ------- | --------------------- | -------------------- | ------------------- | ------------------ | --- | -------------------------------------------- | ----------- |
|         | Miopithecus talapoin  | (von Schreber, 1774) | talapoin angolański | gatunek monotypowy | południowo-zachodnia Demokratyczna Republika Konga (po obu stronach rzeki Kasai oraz wzdłuż rzek Mebrige, Logs, Kuanza, Nhia, Cuvo i Cuango) oraz północno-zachodnia Angola (od południa do około 13° szerokości południowej) | DC: 26–45 cm DO: około 53 cm MC: 0,75–1,3 kg | VU          |
|         | Miopithecus ogouensis | Kingdon, 1997        | talapoin gaboński   | gatunek monotypowy | południowy Kamerun (na południe od rzeki Sanaga, populacja peryferyjna na północ od rzeki Sanaga, około 6° szerokości północnej), Gwinea Równikowa, Gambia, zachodnie Kongo i północno-zachodnia Angola (Kabinda)             | DC: 28–34 cm DO: 37–43 cm MC: 1,1–1,4 kg     | NT          |

Kategorie IUCN:  NT  – gatunek bliski zagrożenia,  VU  – gatunek narażony.